# Euromast
Pour les articles homonymes, voir Euromaster et Euromasters.
L'Euromast est une tour de Rotterdam, située dans le quartier Scheepvaart, lui-même situé dans l'arrondissement de Rotterdam-Centre. Avec 185 mètres, elle est la plus haute tour des Pays-Bas ouverte au public.

## Description
La tour a une hauteur totale de 185 mètres. Les visiteurs peuvent prendre l'ascenseur vitré Euroscoop, à partir du pont situé à 112 m et monter au sommet de la tour, à 180 m,.  
La tour Euromast est située dans le parc de Rotterdam appelé Het Park, devant la rive est du port intérieur Parkhaven.

## Histoire
La tour est construite en 1958 et 1960 par l'architecte Hugh A. Maaskant et le constructeur JP of Eesteren. Elle est ouverte pour l'exposition internationale d'horticulture Floriade. Bâtie dans le principal parc de la ville, Het Park, elle devient un des symboles du profil de la ville en plein reconstruction et en pleine expansion. 
En 1970, un bâtiment panoramique y est construit à 85 mètres de hauteur, la Space Tower. Cette extension fait de la tour le plus haut bâtiment de la ville à l'époque,.  
Depuis 2016, Euromast est la propriété de l'entrepreneur néerlandais Willem Tieleman 
En mars 2020, le groupe français de tourisme M56 Group fait l'acquisition de L'Euromast. Ce site entre alors dans la marque de tourisme urbain d'altitude du groupe Magnicity.

## Galerie

Rotterdam vue panoramique de 360° depuis le sommet du Euromast